# Freycinetia kanehirae
Freycinetia kanehirae är en enhjärtbladig växtart som beskrevs av Benjamin Clemens Masterman Stone. Freycinetia kanehirae ingår i släktet Freycinetia och familjen Pandanaceae. Inga underarter finns listade.